# نیشی آمانه
نیشی آمانه (به ژاپنی: 西 周 Nishi Amane); ۷ مارس ۱۸۲۹ – ۳۰ ژانویهٔ ۱۸۹۷) سیاستمدار و فیلسوف اهل ژاپن بود.